# فرودگاه وایت ریور واتر
فرودگاه وایت ریور واتر (به انگلیسی: White River Water Aerodrome) یک فرودگاه خصوصی است که یک باند فرود آب دارد. این فرودگاه در کشور کانادا قرار دارد و در ارتفاع ۴۲۱ متری از سطح دریا واقع شده است.